# Bluff-antivirus
Bluff-antivirus (engelska Rogue software) är program som lurar användare att betala för att bli av med malware som inte finns. Programmen tar inte bort några virus utan lägger in skadligt innehåll i datorn utan användaren vet det.

## Spridning och bekämpning
Om användaren besöker en hemsida kan det dyka upp poppuppfönster, som varnar om att användarens dator ska innehålla virus. Om användaren väljer att installera programmet det länkas till blir datorn infekterad. Om användaren trycker nej på popup-fönstret tas användaren in på sidan och laddar ner programmet oavsett om användaren vill eller inte. Om användaren avinstallerar programmet installeras det igen. 
Vissa antispionprogram kan ta bort dessa program, till exempel Ad-Aware, AVG Anti-Spyware, AVG Anti-Virus, Spybot - Search & Destroy,  AntiVir, Malwarebytes Anti-Malware.

## Bluff-antivirusprodukter
- SpySheriff
- WinFixer
- Errorsafe
- TitanShield
- WinHound
- DriveCleaner
- SystemDoctor
- SpyAxe
- SpyDawn
- SpyBouncer
- AntiVirusGold
- VirusBurst
- SpyLocked
- SpywareQuake
- SpyOfficer
- Dr.Anti-Spy
- SpyVampire
- SpywareStrike
- PestTrap
- Brave Sentry
- SpywareNo
- SpyTrooper
- AntiVermins
- PAL SpywareRemover
- SpyWiper/MailWiper/SpyDeleter
- ErrorGuard
- WinAntiVirus
- DoctorCleaner